# Climat de la Corrèze
Le département de la Corrèze, situé entre l'Aquitaine et le Massif central, présente une élévation d'altitude continue du bassin de Brive au plateau de Millevaches, d'où la variété des climats corréziens et leur passage d'Ouest en Est de l'océanique.

## Les cinq zones climatiques de la Corrèze
Le bassin de Brive présente un climat de type océanique méridional en continuité du climat aquitain. Les températures restent douces en hiver avec des chutes de neige rares. En été les températures sont élevées et les orages sont fréquents. 
Le pays de Vézère, Auvézère qui fait partie du plateau du Limousin présente un climat de type océanique dégradé. L'amplitude des températures est faible, les  pluies fréquentes et les chutes de neige rares.
Le pays de Tulle présente un climat de type océanique altéré, plus continental avec des températures plus basses et des précipitations plus importantes que sur le bassin de Brive. L'amplitude des températures est forte avec grande chaleur l'été et fortes gelées l'hiver.
La Xaintrie au climat de type océanique altéré présente des températures fraîches avec des gelées fréquentes et des précipitations assez abondantes ce qui contraste avec le reste de la vallée de la Dordogne aux températures douces.
Le plateau de Millevaches présente un climat de montagne avec des zones à tendance océanique très humide, et des zones à climat de montagne rigoureux avec fortes gelées et chutes de neige fréquentes. Cependant une partie de cette zone est protégée par effet de Foehn partiel.

## Vents
Dans les parties à  climat de type océanique altéré, le vent d'Ouest est dominant, le plus souvent faible à modéré. 
Un vent de Sud-Est ou Autan annonce souvent des perturbations.
La région d'Ussel peut présenter un effet de Foehn.

## Événements climatiques marquants

### Vents violents et orages
Le 30 juin 1902 des centaines d'arbres sont déracinés à Brive-la-Gaillarde par de violents orages, puis a lieu un véritable ouragan le 1er mars 1923.
La tempête de 1999 a fait d'énormes dégâts notamment sur le Plateau de Millevaches.

### Neige et froid
Elle est particulièrement abondante en mai 1914.
La Dordogne est gelée à Bort-les-Orgues en décembre 1933.

## Pluies
Saint-Yrieix-le-Déjalat a vu tomber  500.8 mm de pluie pour le mois de janvier 1955,  2027.1 mm durant l'année 1958, 2170.6 mm en 1960 et le 3 octobre 1960 la crue de la Corrèze à Tulle a atteint 5,43 mètres.

### Canicule et sécheresse
En juin 1921 la température atteint 39° à Brive-la-Gaillarde et la sécheresse est dramatique.
En août 2003 la température dépasse celle de 1921 avec 40,7° à Brive et 41,6° à Argentat avec 21 jours de canicule  en Haute Corrèze et 29 jours vers Brive et Argentat.
En juillet 2019, des températures allant jusqu'à 42,3° à Tulle, provoquant une sécheresse inédite.
Cette même année plusieurs villages de Haute-Corrèze ont dû être ravitaillés par camion-citerne.